# Imperial (brädspel)
Imperial är ett brädspel av Mac Gerdts från 2006, för 2-6 spelare.
Varje spelare tar rollen av en investerare som köper andelar i de olika europeiska nationer som finns i spelet. Den som vid varje tillfälle äger störst andel i en nation har kontroll över denna. Eftersom kontrollen över de olika nationerna hela tiden skiftar är spelet dynamiskt och komplext.
Imperial följdes av Imperial 2030, från år 2009.